# Communauté de communes de la Vallée de l’Avance
Die Communauté de communes de la Vallée de l’Avance war ein französischer Gemeindeverband mit der Rechtsform einer Communauté de communes im Département Hautes-Alpes in der Region Provence-Alpes-Côte d’Azur. Sie wurde am 14. Dezember 2000 gegründet und umfasste neun Gemeinden. Der Verwaltungssitz befand sich im Ort La Bâtie-Neuve. Der Gemeindeverband wurde nach dem Tal (französisch vallée) des Flusses Avance benannt.

## Historische Entwicklung
Durch einen Erlass vom 30. April 1971 wurde der SIVOM de la Vallée de l’Avance gegründet. Aus diesem ging am 14. Dezember 2000 die heutige Communauté de communes hervor. Nach einem Erlass vom 19. Dezember 2002 trat schließlich am 1. Januar 2003 die Gemeinde Chorges dem Gemeindeverband bei.
Am 1. Januar 2017 wurde der Gemeindeverband (ohne die Gemeinde Chorges) mit der Communauté de communes du Pays de Serre-Ponçon zur Communauté de communes Serre-Ponçon Val d’Avance zusammengeschlossen. Die Gemeinde Chorges kam zur neuen Communauté de communes Serre-Ponçon.

## Ehemalige Mitgliedsgemeinden
1. Avançon
2. Chorges
3. La Bâtie-Neuve
4. La Bâtie-Vieille
5. La Rochette
6. Montgardin
7. Rambaud
8. Saint-Étienne-le-Laus
9. Valserres